# NGC 874
NGC 874 je galaksija u zviježđu Kit.

## Vanjske poveznice
- SEDS: NGC 874